# جورج بي. دونكان
جورج بي. دونكان (بالإنجليزية: George B. Duncan) هو ضابط أمريكي، ولد في 10 أكتوبر 1861 في ليكسينغتون في الولايات المتحدة، وتوفي بنفس المكان في 15 مارس 1950.